# Гобо (субкультура)

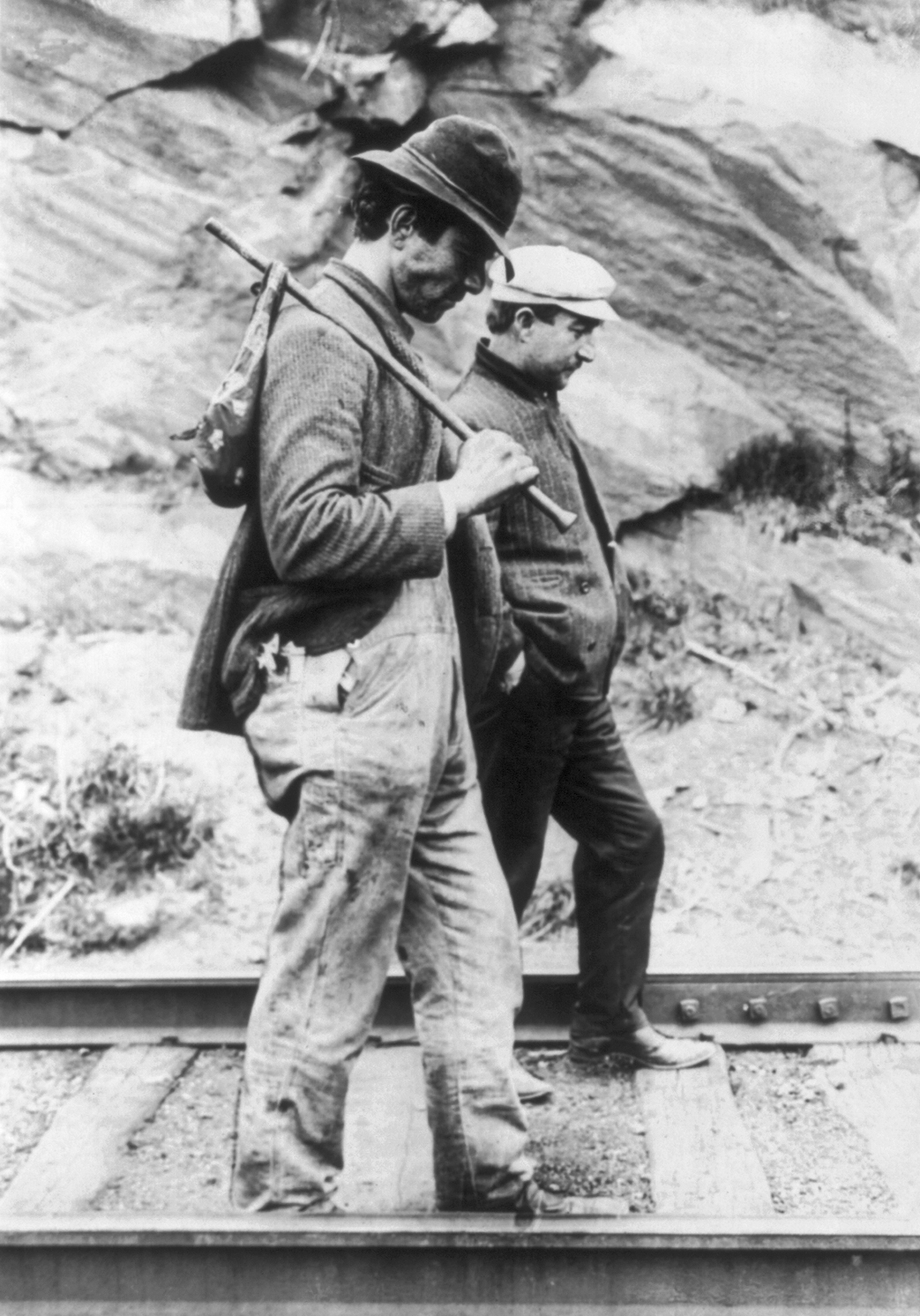
Двоє гобо прямують колією, один із них несе торбинку

Гобо (англ. hobo) — мандрівний робітник, бродяга. Термін з'явився на заході США наприкінці XIX століття. На відміну від волоцюг, які до роботи беруться лише за крайньої необхідності, і жебраків, які не працюють взагалі, гобо — це мандрівні робітники.

## Етимологія

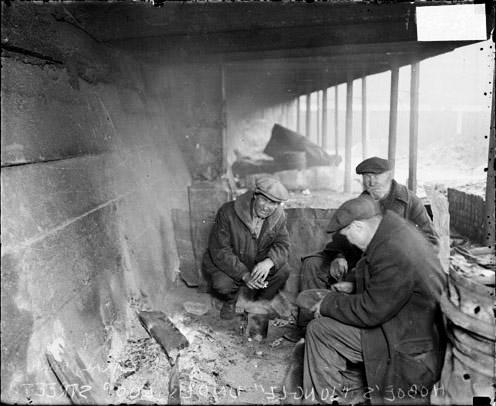
Портрет трьох гобо в Чикаго, Іллінойс, 1929.

Походження терміна знаходить різні пояснення. Так, Todd DePastino припускає, що джерелом слугували слова hoe-boy (сільськогосподарський робітник, hoe — сапа) або вітання Ho, boy!  (Привіт, хлопче!). Білл Брайсон припускав, що джерелом є привітання «Ho, beau!» (Привіт, красень!) або скорочення з «homeward bound» (той, що повертається додому).

## Історія
Після Громадянської війни в середині XIX століття багато солдатів поверталися додому, застрибуючи на вантажні потяги, багато хто з них дорогою шукали роботу.
У 1906 році професор Layal Shafee оприлюднив результати своїх досліджень про пів мільйона волоцюг у США (близько 0,6 % населення). Стаття «What Tramps Cost Nation», опублікована в The New York Telegraph у 1911 році, оцінювала число волоцюг в 700 000.
Чисельність гобо різко зросла під час Великої депресії у 1930-х рр., позаяк багато хто шукав роботу в далеких від дому краях.
Люди, що вели спосіб життя гобо, зазнавали значної небезпеки: ставлення людей до чужинців, небезпека на залізниці, важкі погодні умови і т. д.

## Культура гобо
Як і в багатьох інших субкультурах, гобо послуговуються своїми жаргонними словами, деякі з яких стали загальновживаними, як-от:
- «Big House» — в'язниця;
- «Glad rags» — найкращий одяг;
- «Main drag» — головний проспект міста;
- «Cooties» — головні воші;
- «Flophouse» — дешевий нічліг по ціні пилюки (dirt cheap).

У гобо є свої правила, своєрідний кодекс честі.
Одним із культурних напрямків гобо вважається «Гобо нікель» — модифікація монет.

### Коди гобо

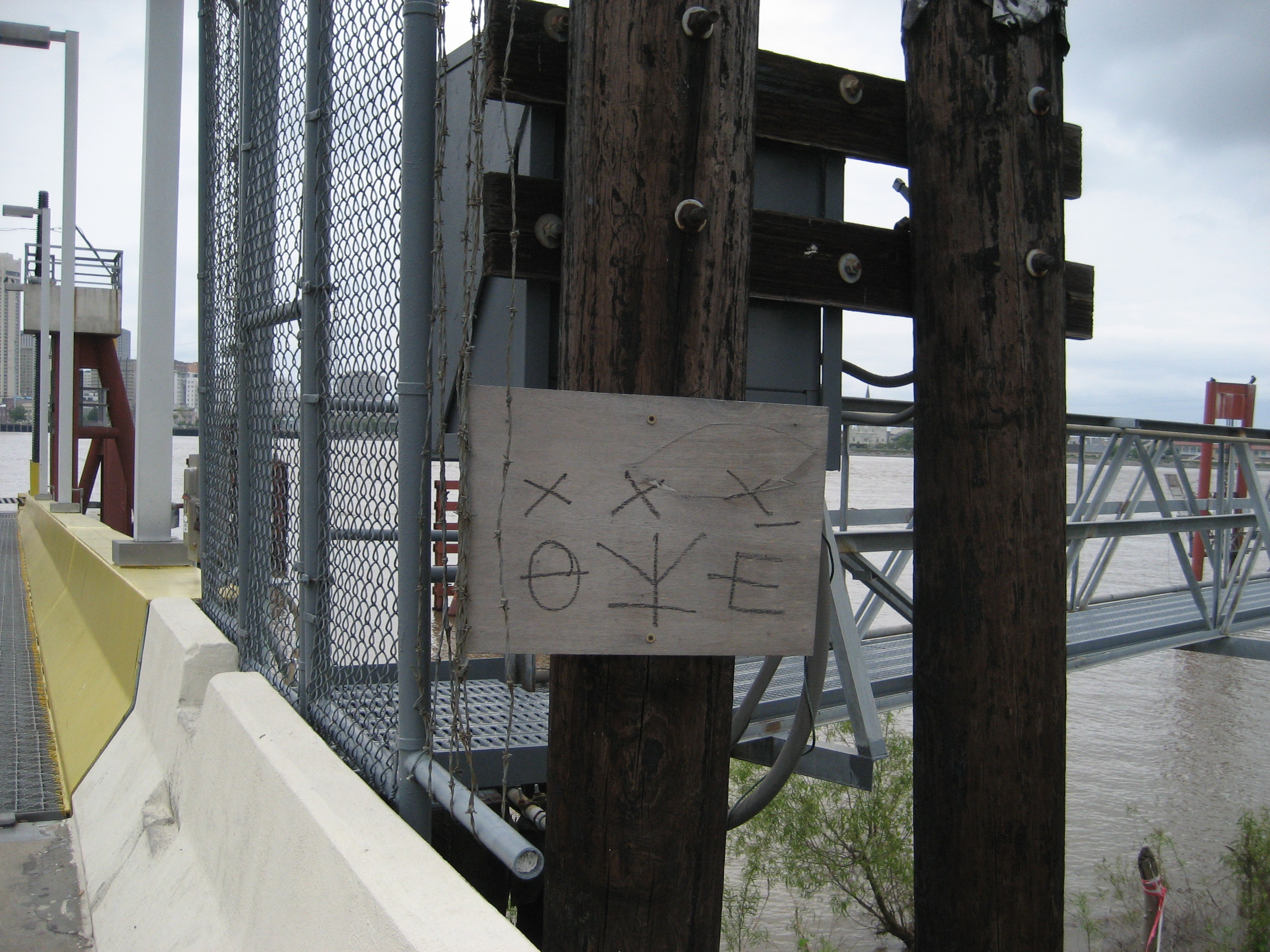
Код гобо в Новому Орлеані, Луїзіана

Задля того, щоб справлятися з життєвими труднощами, гобо придумали систему символів, або ж графічний код. Код гобо зазвичай малюється підручними матеріалами: крейдою, вугіллям, фломастерами тощо і служить для передачі інформації, напрямів або попереджень іншим гобо.
Деякі з попереджень:
- злий собака
- повернути праворуч
- тут годують

### Відомі гобо
- Charles Elmer Fox, автор «Розповідей американського гобо» (1989)
- Maurice W. Graham[en], a.k.a. «Steam Train Maurie»
- Джо Гілл (революціонер)
- Monte Holm, написав автобіографію «Одного разу гобо…». Помер у 2006 році у віці 89 років[10].
- Leon Ray Livingston[en], a.k.a. «№.1»
- Крістофер Маккендлесс a.k.a. Олександр Суперволоцюга
- Harry McClintock[en]
- Utah Phillips[en]
- Robert Joseph Silveria, Jr.[en], a.k.a. «Глухий кут», який вбив 34 інших гобо і бездомних людей
- Steven Gene Wold, a.k.a. «Стів, що страждає на морську хворобу»

### Відомі люди, які були гобо
- Гаррі Парч
- Вуді Гатрі
- Чарльз Гой Форт
- Джек Керуак
- Джек Лондон
- Луїс Ламур[11]
- Юджин Гладстоун О'нілл
- Джордж Орвелл
- Чарльз Буковскі
- Деймон Алберн
- Seasick Steve

### Фільми
- Wild Boys of the Road[en] (1933).
- Мандри Саллівана (1941).
- Імператор Півночі (фільм) (1973), заснований на оповіданні Джека Лондона Дорога.
- Важкі часи (1975).
- The Billion Dollar Hobo[en] (1977).
- О, де ж ти, брате? (2000), епізодично.
- Токійські хресні (2003), аніме Кон Сатосі.
- Полярний експрес (2004).
- Тепер я йду у дику далечінь (2007).
- Resurrecting the Champ[en] (2007).
- Кіт Кіттрідж: Загадка американської дівчинки (2008).
- Бомж із дробовиком (2011).

### Книжки
- All the Strange Hours: The Excavation of a Life, Loren Eiseley, 1975. ISBN 0-8032-6741-X
- An American Hobo in Europe, (1907).  Ben Goodkind.
- The Areas of My Expertise, John Hodgman.
- Bottom Dogs, Edward Dahlberg
- Beggars of Life (1924), Jim Tully
- Evasion by Anonymous
- From Coast to Coast with Jack London «A-No.-1» (Leon Ray Livingston)
- Hard Travellin': The Hobo and His History, Kenneth Allsop. ISBN 0-340-02572-7.
- Hobo, Eddy Joe Cotton, 2002. ISBN 0-609-60738-3
- The Hobo — The Sociology of the Homeless Man, Nels Anderson, 1923.
- The Jungle, Upton Sinclair.
- Knights of the Road, Roger A. Bruns, 1980. ISBN 0-416-00721-X.
- Lonesome Traveler, Jack Kerouac («The Vanishing American Hobo»)
- The Miraculous Journey of Edward Tulane, Kate DiCamillo
- Muzzlers, Guzzlers, and Good Yeggs, Joe Coleman
- Of Mice and Men, John Steinbeck
- On the Road, Jack Kerouac
- Once a Hobo… (1999), Monte Holm
- One More Train to Ride: The Underground World of Modern American Hobos, John Williams.
- Riding the Rails: Teenagers on the Move During the Great Depression by Errol Lincoln Uys, (Routledge, 2003)ISBN 0-415-94575-5
- Riding Toward Everywhere, William T. Vollmann, 2008. ISBN 978-0-06-125675-2
- Дорога, Джек Лондон
- Rolling Nowhere: Riding with the Rails america's Hoboes, Ted Conover — 304 с. (11 вересня, 2001), ISBN 0-307-72786-8
- Sister of The Road: The Autobiography of Boxcar Bertha — Dr. Ben Reitman
- Stumptown Kid, Carol Gorman і Ron J. Finley
- Tales of an American Hobo (1989), Charles Elmer Fox
- Tramping on Life (1922) і More Miles (1926), Harry Kemp
- Waiting for Nothing, Tom Kromer
- You can't Win, Jack Black
- Factotum, Charles Bukowski

### Комікси
- Kings in Disguise (1988), James Vance і Dan Burr

### Пісні
- «Big Rock Candy Mountain» Harry McClintock
- «Cold Water» Tom Waits
- «Hallelujah, i'm a Bum» Harry McClintock, Al Jolson та інші
- «Hard Travelin'», «Hobo's Lullaby» Вуді Гатрі
- «Hobo» Девід Байрон — Rough Diamond (1977)
- «Hey, hobo, fuck you!» Sound of Ground
- «Hobo» Біллі Боб Торнтон
- «Hobo» The Hackensaw Boys
- «Hobo Bill», «I ain't Got No Home», «Mysteries of a Hobo's Life» Cisco Houston
- «Hobo Blues» and «The Hobo» Джон Лі Гукер
- «Hobo Chang Ba» Captain Beefheart
- «Hobo Flats» Oliver Nelson
- «Hobo Low» Seasick Steve
- «The Hobo Song» Джонні Кеш
- «Hobo's Lullaby», написана Goebel Reeves, виконують Вуді Гатрі, Arlo Guthrie, Еммілу Гарріс, Піт Сіґер, The Kingston Trio, Ramblin' Jack Eliot
- «Morning Glory» Tim Buckley
- «I Am a Lonesome Hobo», «Only a Hobo», «Ramblin' Gamblin' Willie» Боб Ділан
- «Джек Стро» Robert Hunter і Bob Weir
- «Jesus' Blood Never Failed Me Yet» Gavin Bryars.
- «King of the Road» Roger Miller
- «Like a Hobo» Charlie Winston
- «Last of the Hobo Kings» Mary Gauthier
- «Kulkurin Valssi» Arthur Kylander
- «Lännen lokari» Hiski Salomaa
- «Papa Hobo», «Hobo's Blues» Пол Саймон
- «Streets of London» Ralph McTell
- «Waltzing Matilda» Banjo Paterson
- «Hobophobic (Scared Of Bums)» NOFX
- «Cannibal Hobo» Stoner Train
- «Hobo Way» Stoner Train